# Compañía discográfica
Una compañía discográfica o casa discográfica, también conocida como sello discográfico, discográfica o disquera, es una empresa que se dedica a realizar grabaciones de música, así como su comercialización y distribución.
Algunas de estas compañías tienen sus propios estudios de grabación y sus propios profesionales, para buscar el mejor sonido en la grabación de un álbum musical como productores discográficos.
Además, se encarga de producir artistas en cualquier género musical, lanzar nuevos cantantes, proporcionar lo necesario para promocionarlos como producción de videos musicales, subir su música en plataformas de música en streaming o tiendas digitales, o en su defecto, fabricar y distribuir CDs, vinilos y DVDs (en países donde aún son rentables estos formatos). También se pueden encargar de dar promoción en radio, prensa, televisión e internet.
Actualmente, la industria discográfica está cambiando su modo de trabajo debido a las descargas no autorizadas en internet y al creciente aumento mundial de la piratería en CD y DVD, a tal punto que hizo económicamente inviable en muchos países estos formatos de promoción (sobre todo, en los países del segundo y tercer mundo), obligando a las compañías discográficas a implementar nuevas formas de venta y modificaciones en los contratos de los artistas para continuar en el mercado de la música.

## Contratos discográficos
Los contratos firmados con los intérpretes generalmente son para producir 2 o 3 trabajos musicales, si este tiene buen desempeño en la venta y promoción de sus álbumes y singles, el contrato se renueva siempre y cuando ambas partes estén de acuerdo. Si por alguna razón el artista no quiere seguir y decide cambiar de casa discográfica sin que haya caducado su anterior contrato, la discográfica procede a poner una demanda alegando incumplimiento de contrato, lo cual se arregla generalmente con el pago de una cierta cantidad de dinero, obligando al artista a que siga con la casa discográfica o a la anulación del contrato.
Debido a la disminución a nivel mundial en la venta de trabajos discográficos, generado en gran parte por la piratería, las compañías discográficas empezaron a implementar un nuevo modelo de contrato llamado "Contrato 360º" que, a diferencia del convencional, exige al artista ceder parte de sus ganancias, obtenidas por cualquier actividad en la que este genere dinero; por ejemplo, si el artista realiza una presentación musical debe dar un porcentaje de las ganancias a la empresa discográfica; a cambio, los álbumes musicales, sencillos o videoclips que produzca este pasan a ser objetos de promoción financiados totalmente por la disquera.
La relación entre los artistas y las casas discográficas no siempre son buenas; en ocasiones, las compañías frenan la edición de determinado trabajo musical al considerarlo poco comercial o, en ocasiones, por razones de censura. También existen conflictos debido al reparto de beneficios y sobre quién es el dueño de los derechos de reproducción de las canciones.

## Principales discográficas
Las compañías discográficas están, a menudo, bajo el control de grupos internacionales de empresas propiedad de holdings internacionales. Estos grupos de empresas controlan compañías de publicación, grabación, distribución y compañías discográficas. Desde 2011, los tres grupos de empresas de música principales (conocidas como las Big Three) controlan el 70% del mercado discográfico mundial y el 80% del estadounidense.
Principales sellos 1973-1988
1. RCA Records
2. Columbia Records (CBS)
3. MCA Records
4. PolyGram
5. EMI
6. WEA Music (ex Warner Bros Records)
7. Epic Records
8. Island Records
9. Sony Music Latin (popular en países como Puerto Rico)
10. Fonovisa Records (popular en México)

Principales sellos 1988-1998
1. EMI
2. Universal Music Group (ex MCA Records)
3. Sony Music (ex CBS)
4. Warner Bros. Records
5. Polygram / Polydor
6. BMG Music (ex RCA y Ariola)

Principales sellos en 1998-2004 (Big Five)
1. Warner Music Group
2. EMI
3. Sony Music
4. Universal Music Group (absorbió a Polygram / Polydor)
5. BMG Music

BMG y SONY se unificaron en una única empresa el 5 de agosto de 2004.
Principales sellos en 2004-2011 (Big Four)
1. Warner Music Group
2. EMI
3. Sony Music Entertainment (Sony BMG 2004-2008)
4. Universal Music Group

Principales sellos 2011-Presente (Big Three)
1. Sony Music Entertainment
2. Universal Music Group (absorbió a EMI)
3. Warner Music Group